# Heinrich Naumann (Schriftsteller, 1856)
Heinrich Naumann (* 20. November 1856 in Nanzhausen; † 23. September 1942 ebenda) war ein hessischer Schriftsteller.

## Leben
Johann Heinrich Naumann wurde 1856 als zweites von zwölf Kindern eines Bauern auf dem „Simmes-“ oder Simonshof im kleinen Dorf Nanzhausen unweit Marburg geboren. Nach siebenjährigem Besuch der Dorfschule in Lohra arbeitete er auf dem elterlichen Hof. Er erhielt von 1872 bis 1874 Privatunterricht in Rechnen, Schreiben und Geographie – jedoch nur in den Wintermonaten, da er das restliche Jahr über in der Landwirtschaft gebraucht wurde. Seinen Wunsch, Lehrer zu werden oder zu studieren, konnte er sich nicht erfüllen. Von 1877 bis 1880 leistete er in Hagenau im Elsaß seinen Militärdienst ab. 1882 heiratete er Elisabeth Blatt, die Tochter eines Schmieds aus Lohra, und übernahm nach dem Tod seines Vaters im selben Jahr den Bauernhof. Neben der Arbeit als Landwirt schrieb er Gedichte und Erzählungen.
1886 erschien sein erstes Buch, der Gedichtband Ein schlichter Strauß, durch Vermittlung des schwäbischen Dichters Karl Gerok. Naumann hatte ihm das Manuskript zugesandt, in der Hoffnung, mit dem Ertrag eines veröffentlichten Buches den Grabstein für seine Eltern zu finanzieren. 1892 starb seine Frau im Alter von 28 Jahren und hinterließ ihm zwei Kinder.
Nachdem 1901 einige seiner Gedichte in der Anthologie Hessisches Dichterbuch erschienen, wurde die Zeitschrift Hessenland auf ihn aufmerksam, und er begann, dort Gedichte und Prosaskizzen zu veröffentlichen, darunter auch Gedichte in seiner oberhessischen Mundart. Ab 1906 folgten Beiträge für das Wochenblatt Deutsche Dorfzeitung des Verlegers Heinrich Sohnrey und zwei Bände Erzählungen in dessen Verlag Deutsche Landbuchhandlung. Er wurde in Hessen und darüber hinaus als Bauern-, Volks- oder Heimatdichter bekannt und betätigte sich auch als Vortragsredner z. B. auf evangelischen Missionsfesten.
Während des Ersten Weltkriegs verfasste er christlich und nationalistisch geprägte Beiträge für Heimatgrüsse aus Oberhessen, eine Kriegszeitung der lutherischen Diözese Oberhessens in Marburg, sowie entsprechende Flugblätter für Heinrich Sohnreys Publikation Dorfkirche. Monatsschrift für Kirche und Volkstum. Aus dem Jahre 1919 ist von ihm ein an Landfrauen gerichtetes Flugblatt für die Deutsche Volkspartei erhalten.
Weitere Bücher erschienen im Oranien-Verlag Herborn, daneben Beiträge u. a. im Kasseler Sonntagsblatt und den Hessischen Volkskalendern.
In Lohra ist der Heinrich-Naumann-Weg nach ihm benannt.

## Werke (Auswahl)

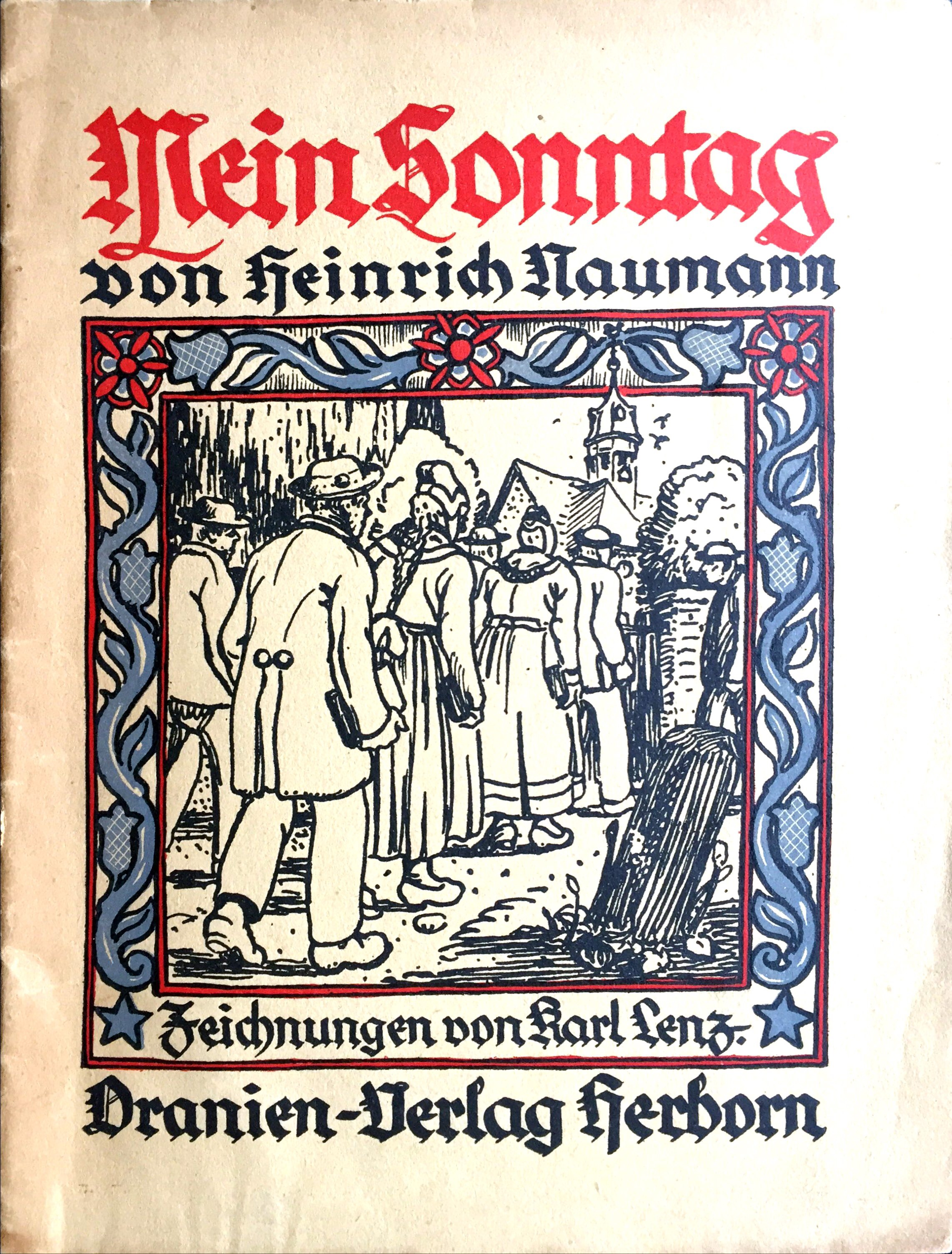
Titelbild "Mein Sonntag"

### Originalausgaben
- Ein schlichter Strauß. Gedichte, mit einem Vorwort von Karl Gerok. Greiner & Pfeiffer, Stuttgart 1886.
- Vom Heimatacker. Geschichten eines hessischen Bauersmanns. Deutsche Landbuchhandlung, Berlin 1906.
- Du mein stilles Tal. Neue Geschichten vom Heimatacker. Deutsche Landbuchhandlung, Berlin 1909.
- Wie ich Soldat war. Oranien-Verlag, Herborn.
- O du Heimatflur. Erzählungen eines hessischen Bauersmannes. 2 Bändchen. Oranien-Verlag, Herborn 1917.
- Wie das Dorf den Krieg erlebte. Zeitbetrachtungen und Bilder eines Bauersmannes aus dem Kriege (= Heimatbücher. Nr. 3). Oranien-Verlag, Herborn 1917, urn:nbn:de:101:1-20140117116.
- Das ist der Tag des Herrn. Der Sonntag in meinem Leben. Oranien-Verlag, Herborn.
- Mein Sonntag. Zeichnungen von Karl Lenz. Oranien-Verlag, Herborn (o. J., um 1927).

### Spätere Ausgaben
- Dich, mein stilles Tal. Geschichten vom Heimatacker. Francke, Marburg 2008, ISBN 978-3-86122-994-0.

### Werke im Web
- - Wie das Dorf den Krieg erlebte. Zeitbetrachtungen und Bilder eines Bauersmannes aus dem Kriege (1917)[8]

#### In Hessenland. Zeitschrift für hessische Geschichte und Literatur
- Gedichte
  - Des Herzens Ruhe (1900)[9]
  - Am Muttergrabe (1900)[10]
  - Auf dem Friedhof (1901)[11]
  - Abschiedsgruss (1901)[12]
  - Im Manöver (1901)[13]

- Gedichte in Hinterländer Platt
  - Noach Ewer d' Eiseboh! (1901)[14]
  - Die Fortbeldongsschoul (1901)[15]
  - Korriert vom Koatespiel (1901)[16]
  - Feierowed (1901)[17]
  - Doas Deblomm (1901)[18]
  - Dr Weanderowed (1902)[19]
  - Eam Froijohr (1902)[20]
  - Die Nochberschoft (1903)[21]

- Prosaskizzen
  - Das Gewissen. Ein Bild aus dem hessischen Dorfleben. (1903)[22]
  - Das alte Bauernhaus. Ein Bild aus dem Dorf (1903)[23]
  - Die Schwalbe singt im Dorf wie einst (1903)[24]
  - Onkel Johannes. Eine einfache Geschichte (1904)[25]
  - Tante Ann'-Margrit. Ein Bild aus dem Dorfleben (1906)[26]

#### InHeimatgrüße aus Oberhessen
- Ernteschluß 1915. Den lieben Kriegern aus meiner Heimat.[27]
- Schwert, Brot, Glaube (1917)[28]

#### Flugblätter fürDorfkirche. Monatsschrift für Kirche und Volkstum(1916)
- Wo ist nun dein Gott?[29]
- Ich harre des Herrn[30]
- Stadt und Land[31]
- Willst Du Kriegsanleihe zeichnen?[32]

#### Sonstige
- Die Mobilmachung am 1. August 1914[33]
- Lohraer Heimatgedicht (zum Schulfest 1929)[34]